# Oviedo Express
Oviedo Express és una pel·lícula espanyola de comèdia romàntica del 2007 dirigida per Gonzalo Suárez, autor del guió basat en una narració de Stefan Zweig. Va ser l'última pel·lícula d'aquest director, qui també la considera la seva millor obra.

## Argument
El 1885 el tren Oviedo Express arriba a l'estació, en ell viatgen un grup d'actors còmics que representaran el clàssic La Regenta de Leopoldo Alas "Clarín". L'arribada del grup alterarà la vida a la ciutat en tots els estrats socials, fent de la cinta un reflex de la vida a les ciutats petites. El principal escàndol és el protagonitzat per la dona de l'Alcalde, que s'enamorarà d'un dels actors principals de l'elenc.

## Repartiment
| Actor                | Personatge            |
| -------------------- | --------------------- |
| Carmelo Gómez        | Benjamín Olmo         |
| Aitana Sánchez-Gijón | Mariola Mayo          |
| Bárbara Goenaga      | Emma                  |
| Maribel Verdú        | Mina                  |
| Alberto Jiménez      | Ernesto de Villamarín |
| Najwa Nimri          | Bárbara               |
| Jorge Sanz           | Álvaro Mesía          |
| Víctor Clavijo       | Leopoldo              |

## Premis
52a edició dels Premis Sant Jordi de Cinematografia
| Categoria                             | Persona       | Resultat   |
| ------------------------------------- | ------------- | ---------- |
| Millor actriu en pel·lícula espanyola | Maribel Verdú | Guanyadora |
XXII Premis Goya
| Categoria                        | Persona                      | Resultat |
| -------------------------------- | ---------------------------- | -------- |
| Millor guió original             | Gonzalo Suárez               | Nominat  |
| Millor actriu revelació          | Bárbara Goenaga              | Nominada |
| Millor fotografia                | Carlos Suárez Morilla        | Nominat  |
| Millor música                    | Carles Cases                 | Nominat  |
| Millor direcció artística        | Wolfgang Burmann Sánchez     | Nominat  |
| Millor direcció de producció     | Teresa Cepeda                | Nominat  |
| Millor maquillatge i perruqueria | Lourdes Briones Fermín Galán | Nominat  |
Festival de Cinema d'Espanya de Tolosa de Llenguadoc (2008)Millor banda sonora i millor fotografia.
Festival de Cinema Espanyol de Nantes (2008)Premi Jules Verne